# اوبری اودای
اوبری اودای (انگلیسی: Aubrey O'Day؛ زادهٔ ۱۱ فوریهٔ ۱۹۸۴) موسیقی‌دان، طراح‌مد، خواننده و بازیگر اهل ایالات متحده آمریکا است. وی از سال ۲۰۰۵ میلادی تاکنون مشغول فعالیت بوده‌است.